# Guillem d'Aguiló
Guillem d'Aguiló (?, 1120 - Tortosa, 1168) fue príncipe de Tarragona (1154/57-1157). Era hijo del normando Robert d'Aguiló y su esposa Agnès.
Llegó a Tarragona con su padre, cuando fue nombrado príncipe de Tarragona. Enseguida aceptó tareas de gobierno, apoyando a su padre. El 1151 tuvo conflictos con el Arzobispo Bernat Tort quien por ello renunció a sus derechos sobre la ciudad a favor del conde de Barcelona Ramón Berenguer IV.
Poco después de morir su padre, renunció al título de "Príncipe" pero continuó gobernando la ciudad, aunque se restablecieron algunos derechos al arzobispado de Tarragona. En 1163 es nombrado arzobispo Hug de Cervelló, quien desde un primer momento se enfrenta con los Aguiló hasta el punto que en 1168 el propio rey Alfonso el Casto viajó hasta Tarragona para intentar calmar la situación. Poco después de la llegada de la comitiva real, se encontró muerto a Guillem. La familia culpó al propio arzobispo quien fue asesinado años más tarde por el hermano de Guillem, Berenguer d'Aguiló.